# Кроакс ан Шампањ
Кроакс ан Шампањ (фр. Croix-en-Champagne) насеље је и општина у североисточној Француској у региону Шампањ-Арден, у департману Марна која припада префектури Сент Манеу.
По подацима из 2011. године у општини је живело 76 становника, а густина насељености је износила 4,58 становника/km². Општина се простире на површини од 16,58 km². Налази се на средњој надморској висини од 200 метара.

## Демографија
| 1962. | 1968. | 1975. | 1982. | 1990. | 1999. | 2011. |
| ----- | ----- | ----- | ----- | ----- | ----- | ----- |
| 87    | 102   | 83    | 83    | 97    | 79    | 76    |

График промене броја становника у току последњих година